# Pères de la Confédération
Les pères de la Confédération (en anglais : Fathers of Confederation) désignent, au Canada, les délégués coloniaux de l'Amérique du Nord britannique rassemblés pour étudier le projet de Confédération canadienne. Membres importants des gouvernements des différentes colonies, ils se réunissent à trois reprises entre 1864 et 1866, soit lors des conférences de Charlottetown, de Québec et de Londres. Leur travail mène à la naissance du Dominion du Canada en 1867. 

## Description
Au total, il y eut à l'origine 36 pères de la Confédération. D'autres individus sont intégrés par certains au sein du groupe des pères de la Confédération, mais ne font pas l'unanimité. Il en est ainsi, par exemple, du secrétaire de la Conférence de Charlottetown, Harry Bernard.
La liste suivante présente les informations relatives à chaque père de la Confédération qui ont participé à au moins une conférence pour la naissance de la Confédération en 1867. Le tableau indique leur présence à chacune des conférences ainsi que leur provenance.

## Participants et observateurs aux Conférences
5 colonies de l'Amérique du Nord britannique participèrent à l'une des conférences visant à mettre sur pied la Confédération canadienne. Les participants et observateurs sont au nombre de 36.
Province du Canada
- Canada-Est (ou Bas-Canada)
- Canada-Ouest (ou Haut-Canada)

Provinces atlantiques
- Nouvelle-Écosse
- Nouveau-Brunswick
- Île-du-Prince-Édouard
- Terre-Neuve

### Province du Canada
|  |  | Nom                    | Fonction                                                                                 | Conférence de Charlottetown (1864) | Conférence de Québec (1864) | Conférence de Londres (1866) |
|  |  | ---------------------- | ---------------------------------------------------------------------------------------- | ---------------------------------- | --------------------------- | ---------------------------- |
|  |  | George-Étienne Cartier | Procureur général du Bas-Canada                                                          | ✔️                                 | ✔️                          | ✔️                           |
|  |  | Jean-Charles Chapais   | Commissaire des Travaux publics de la province du Canada                                 | ❌                                 | ✔️                          | ❌                           |
|  |  | Alexander Tilloch Galt | Ministre des Finances de la province du Canada                                           | ✔️                                 | ✔️                          | ✔️                           |
|  |  | Hector-Louis Langevin  | Solliciteur général du Bas-Canada                                                        | ✔️                                 | ✔️                          | ✔️                           |
|  |  | Thomas D'Arcy McGee    | Ministre de l'Agriculture, de l'Immigration et des Statistiques de la province du Canada | ✔️                                 | ✔️                          | ❌                           |
|  |  | Étienne-Paschal Taché  | Premier ministre de la province du Canada                                                | ❌                                 | ✔️                          | ❌                           |
|  |  | George Brown           | Président du conseil exécutif de la province du Canada                                   | ✔️                                 | ✔️                          | ❌                           |
|  |  | Alexander Campbell     | Conseiller législatif de Cataraqui                                                       | ✔️                                 | ✔️                          | ❌                           |
|  |  | James Cockburn         | Solliciteur général du Haut-Canada                                                       | ❌                                 | ✔️                          | ❌                           |
|  |  | William Pearce Howland | Ministre des Finances de la province du Canada                                           | ❌                                 | ❌                          | ✔️                           |
|  |  | John A. Macdonald      | Vice-Premier ministre de la province du Canada                                           | ✔️                                 | ✔️                          | ✔️                           |
|  |  | William McDougall      | Secrétaire provincial du Haut-Canada                                                     | ✔️                                 | ✔️                          | ✔️                           |
|  |  | Oliver Mowat           | Vice-chancelier de la Cour de la chancellerie du Haut-Canada                             | ❌                                 | ✔️                          | ❌                           |

### Province de laNouvelle-Écosse
|  |  | Nom                     | Fonction                                                      | Conférence de Charlottetown (1864) | Conférence de Québec (1864) | Conférence de Londres (1866) |
|  |  | ----------------------- | ------------------------------------------------------------- | ---------------------------------- | --------------------------- | ---------------------------- |
|  |  | Adams George Archibald  | Chef de l'opposition officielle de la Nouvelle-Écosse         | ✔️                                 | ✔️                          | ✔️                           |
|  |  | Robert B. Dickey        | Conseiller législatif et agent consulaire pour les États-Unis | ✔️                                 | ✔️                          | ❌                           |
|  |  | William Alexander Henry | Procureur général de la Nouvelle-Écosse                       | ✔️                                 | ✔️                          | ✔️                           |
|  |  | Jonathan McCully        | Conseiller législatif                                         | ✔️                                 | ✔️                          | ✔️                           |
|  |  | John William Ritchie    | Solliciteur général de la Nouvelle-Écosse                     | ❌                                 | ❌                          | ✔️                           |
|  |  | Charles Tupper          | Premier ministre de la Nouvelle-Écosse                        | ✔️                                 | ✔️                          | ✔️                           |

### Province duNouveau-Brunswick
|  |  | Nom                    | Fonction                                            | Conférence de Charlottetown (1864) | Conférence de Québec (1864) | Conférence de Londres (1866) |
|  |  | ---------------------- | --------------------------------------------------- | ---------------------------------- | --------------------------- | ---------------------------- |
|  |  | Edward Barron Chandler | Conseiller législatif                               | ✔️                                 | ✔️                          | ❌                           |
|  |  | Charles Fisher         | Député de York                                      | ❌                                 | ✔️                          | ✔️                           |
|  |  | John Mercer Johnson    | Procureur général du Nouveau-Brunswick              | ✔️                                 | ✔️                          | ✔️                           |
|  |  | Peter Mitchell         | Ministre puis premier ministre du Nouveau-Brunswick | ❌                                 | ✔️                          | ✔️                           |
|  |  | William Henry Steeves  | Ministre                                            | ✔️                                 | ✔️                          | ❌                           |
|  |  | Robert Duncan Wilmot   | Député de Saint-Jean                                | ❌                                 | ❌                          | ✔️                           |

### Province de l'Île-du-Prince-Édouard
|  |  | Nom                        | Fonction                                                   | Conférence de Charlottetown (1864) | Conférence de Québec (1864) | Conférence de Londres (1866) |
|  |  | -------------------------- | ---------------------------------------------------------- | ---------------------------------- | --------------------------- | ---------------------------- |
|  |  | George Coles               | Chef de l'opposition officielle de l'Île-du-Prince-Édouard | ✔️                                 | ✔️                          | ❌                           |
|  |  | John Hamilton Gray         | Premier ministre de l'Île-du-Prince-Édouard                | (président)                        | ✔️                          | ❌                           |
|  |  | Thomas Heath Haviland      | Député de Georgetown et Royalty                            | ❌                                 | ✔️                          | ❌                           |
|  |  | Andrew Archibald MacDonald | Chef de l'opposition au Conseil législatif                 | ✔️                                 | ✔️                          | ❌                           |
|  |  | Edward Palmer              | Procureur général de l'Île-du-Prince-Édouard               | ✔️                                 | ✔️                          | ❌                           |
|  |  | William Henry Pope         | Secrétaire colonial de l'Île-du-Prince-Édouard             | ✔️                                 | (secrétaire honoraire)      | ❌                           |
|  |  | Edward Whelan              | Conseiller exécutif                                        | ❌                                 | ✔️                          | ❌                           |

### Colonie de Terre-Neuve
|  |  | Nom              | Fonction                                          | Conférence de Charlottetown (1864) | Conférence de Québec (1864) | Conférence de Londres (1866) |
|  |  | ---------------- | ------------------------------------------------- | ---------------------------------- | --------------------------- | ---------------------------- |
|  |  | Frederick Carter | Orateur de l'Assemblée législative de Terre-Neuve | ❌                                 | ✔️                          | ❌                           |
|  |  | Ambrose Shea     | Chef de l'opposition officielle de Terre-Neuve    | ❌                                 | ✔️                          | ❌                           |

## N'ayant pas participé aux Conférences
Les négociateurs qui ont intégré les futures provinces au sein de la Confédération après 1867 sont aussi reconnus comme tel par plusieurs. Il en est ainsi de Amor De Cosmos pour la Colombie-Britannique et de Joey Smallwood pour la province de Terre-Neuve en 1949. De plus, plusieurs intègrent le chef métis, Louis Riel, à ce groupe pour avoir suscité l'entrée du Manitoba au sein de la Confédération.